# 帰って来た用心棒
帰って来た用心棒（かえってきたようじんぼう）とは、東映京都テレビプロ制作、結束信二原作・脚本による栗塚旭主演のテレビ時代劇。NETテレビ（現・テレビ朝日）系列にて1968年7月29日から1969年3月31日まで毎週月曜午後8時からの1時間枠で全36話が放映された。

## 概要
結束信二による『用心棒シリーズ』の第3作目。
シリーズ第1作『俺は用心棒』で栗塚旭が演じた野良犬という役から、今作では謎の浪人という役名に変わっているが、同一人物か否かは定かでない。
また、前作『待っていた用心棒』で悪びれた浪人、捨て犬を演じた島田順司は、一転して、以前島田自らが演じた沖田総司そのままといえる姿をした好青年な剣士、田島次郎を演じ、軽快にジャンプしつつ斬る独自の立ち回りを見せている。
一方、左右田一平演じる品田万平は今作にも健在で、作品を見てきた視聴者にはお馴染みとなった飄々とした姿にますます磨きがかかり、シリーズには欠かすことの出来ない名キャラクターである。
シリーズ第2作『待っていた用心棒』で数回登場した同心の青木与兵ヱ（香月凉二）と岡っ引きの十吉（西田良）が今作にも引き続き登場。これに同じく前作で飲み屋の店主、作次郎役で数回出演した小田部通麿が、岡っ引きの千造役で加わり、今作の名物トリオとなった。

## キャスト
- 謎の浪人…栗塚旭
- 品田万平…左右田一平
- 田島次郎…島田順司
- 千造…小田部通麿 （第4、6 - 11、14 - 19、22、24 - 28、32 - 36話）
- 十吉…西田良 （第4、6 - 11、14 - 19、22、24 - 28、32 - 36話）
- 青木与兵ヱ…香月凉二 （第2、4 - 11、14 - 19、22、24 - 28、32 - 36話）

## スタッフ
- 制作…NET、東映京都テレビプロ
- 原作・脚本…結束信二
- プロデューサー…
  - 上月信二（NET） （第1 - 26話）
  - 小沢英輔（NET） （第27 - 36話）
  - 田村嘉（東映） （第1 - 36話）
- 監督…
  - 河野寿一 （第9、10、12、13、16、17、19、20、22、23、25、26、28、29、31、32、34話）
  - 松尾正武 （第2 - 4、6、8、11、18、21、24、27、30、33、35、36話）
  - 佐々木康 （第1、5、7、14、15話）
- 音楽…渡辺岳夫
- 撮影…木村誠司、森常次、柾木兵一、脇武夫、玉木照芳、羽田辰治
- 照明…谷川忠雄、佐々木政一、岡田耕二、藤井光春、松井薫
- 録音…草川石文
- 美術…塚本隆治、寺島孝男、中島哲二、吉村晟
- 記録…桧垣久恵、野崎八重子、藤原凪子、佐藤利子、松尾美智子
- 編集…戸川博
- 衣裳…上野徳三郎
- 美粧…堤野正直
- 結髪…森井春江、河野節子
- 装飾…道畑真二、縄田功、関西美工、曽根美工、星益雄、高島稔、曽根美装
- 装置…大喜田儀三郎、西川春樹
- 助監督…岡本静夫、福井司、古市真也、久郷久雄、曽根勇、尾田耕太郎
- 擬斗…上野隆三（東映剣会）
- 現像…東洋現像所
- 進行主任…今井正夫、丸本晃、藤野清、北村良一、山田勝
- ナレーター…左右田一平
- 主題歌…「おとこ独り」（テイチクレコード） 作詞：結束信二、作曲：渡辺岳夫、唄：フォー・コインズ
- 挿入歌…「野良犬がゆく」（テイチクレコード） 作詞：いけた純、作曲：渡辺岳夫、唄：フォー・コインズ

## 放映リスト（サブタイトル）
| 話数 | サブタイトル       | 放映日         | ゲスト出演者                                                                   |
| ---- | ------------------ | -------------- | ------------------------------------------------------------------------------ |
| 1    | 道を教えた娘       | 1968年 7月29日 | 尾崎奈々、永田靖、織本順吉、遠藤辰雄、岡高史、小津敏、藤本秀夫、牧淳子         |
| 2    | 赫い月の夜         | 8月5日         | 松山容子、草野大悟、増田順司、永野達雄、松本朝夫、吉川雅恵、加治春雄、阿木五郎 |
| 3    | 送り火が燃えるとき | 8月12日        | 鳳八千代、菅貫太郎、西山嘉孝、天王寺虎之助、芦田鉄雄、山口幸生、三田雅美       |
| 4    | 祇園小路に死す     | 8月19日        | 長内美那子、早川保、城所英夫、由利京子、北原将光、団巌、滝譲二、日高久、堀川亮 |
| 5    | 地蔵盆の灯り       | 8月26日        | 高森和子、伊吹友木子、河上一夫、西山辰夫、古城門昌美、志摩靖彦、田中弘史       |
| 6    | 粟田口の迎撃       | 9月2日         | 伊藤栄子、舟橋元、長谷川哲夫、徳大寺伸、双葉弘子、有馬宏治、富永佳代子         |
| 7    | 六角の闇から闇に   | 9月9日         | 桜町弘子、川辺久造、稲吉靖、田畑猛雄、北見唯一、浪花五郎、川浪公次郎、野崎善彦 |
| 8    | 野分の中           | 9月16日        | 月形龍之介、馬淵晴子、原健策、玉生司郎、藤山喜子、千原万紀子、森章二、小峰一男 |
| 9    | 無惨の巷           | 9月23日        | 中野誠也、野添ひとみ、不破潤、海老江寛、月形哲之介、的場達雄、高宮克己、熊谷武 |
| 10   | 東の空が暗く       | 9月30日        | 沢宏美、近藤正臣、江幡高志、高橋昌也、田口計、入江慎也、国富諭、萩清二         |
| 11   | 弦月の下           | 10月7日        | 中野誠也、根岸明美、牧冬吉、国景子、土方弘、出水憲司、丘路千、森源太郎         |
| 12   | あの竹薮をぬけて   | 10月14日       | 小山明子、穂高稔、坂口祐三郎、明石潮、高城淳一、平沢彰、畑中伶一、木谷邦臣     |
| 13   | 風の泣く里         | 10月21日       | 青木義朗、荒木雅子、花園ひろみ、高原駿雄、小柴幹治、蔵一彦、鶴田桂子、宗近晴見 |
| 14   | 仕官の日           | 10月28日       | 里見浩太郎、磯村みどり、宇佐美淳也、唐沢民賢、小津敏、中村錦司、波多野博       |
| 15   | 暁に待つ           | 11月4日        | 富川澈夫、青柳美枝子、金内吉男、楠義孝、春丘典子                               |
| 16   | 夜に消えた         | 11月11日       | 田島和子、山岡徹也、千葉敏郎、永田光男、玉生司郎、山本弘、出水憲司、滝譲二     |
| 17   | 川の流れに         | 11月18日       | 富士真奈美、寺田農、穂高稔、中田浩二、松川純子、成田次穂、水木達夫、小谷悦子   |
| 18   | 逃げて来た女       | 11月25日       | 中村友隆、金子吉延、渋沢詩子、藤岡重慶、牧田正嗣、沢淑子、高村俊郎、笹木俊志   |
| 19   | 半鐘は二度鳴る     | 12月2日        | 月形龍之介、桂麻紀、嘉手納清美、武周暢、国一太郎、有馬宏治、小峰一男、仲はるみ |
| 20   | 白い目じるしの宿   | 12月9日        | 細川俊之、三原有美子、柴田美保子、河上一夫、鈴木金哉、波多野博、伝法三千雄     |
| 21   | 月夜の湯けむり     | 12月16日       | 長内美那子、片山明彦、不破潤、海老江寛、新海なつ、田中直行、滝譲二、森章二     |
| 22   | 地獄極楽わかれ道   | 12月23日       | 高森和子、菅貫太郎、三浦徳子、岩田直二、山口幸生、沢淑子、代志住正、北原将光   |
| 23   | おことうさん       | 12月30日       | 河原崎長一郎、小谷悦子、山岡徹也、月形哲之介、由利京子、戸村昌子、平沢彰       |
| 24   | 春のともしび       | 1969年 1月6日  | 鳳八千代、近藤正臣、矢野潤子、坂口祐三郎、瀬良明、真弓田一夫、山村弘三、浜崎満 |
| 25   | 月下の顔           | 1月13日        | 稲垣美穂子、成瀬昌彦、玉生司朗、宇野博信、田中弘史、下元年世、有島淳平、志賀勝 |
| 26   | 狂気の夜           | 1月20日        | 穂積隆信、八名信夫、堀内一市、沢淑子、水上富美、武田禎子、川浪公次郎、表淳夫   |
| 27   | 都に来た娘         | 1月27日        | 青木義朗、永野達雄、蔵一彦、弥永和子、西山嘉孝、高橋芙美子、川谷拓三、小沢文也 |
| 28   | 福と鬼との巷       | 2月3日         | 御影京子、高津住男、石浜朗、楠義孝、岡高史、遠山金次郎、石川阿弥子、井上茂     |
| 29   | 水ぬるむ頃         | 2月10日        | 沢宏美、加賀爪清和、藤岡重慶、今橋恒、柳川清、日高久、酒井哲、松木まどか       |
| 30   | 上意討ち           | 2月17日        | 牧紀子、亀石征一郎、今井健二、松山照夫、楠本健二、鶴田桂子、筧浩一、滝譲二     |
| 31   | 路地裏の宿         | 2月24日        | 伊藤幸子、加藤恒喜、服部哲治、楠年明、河上一夫、有川正治、田畑猛雄、島田秀雄   |
| 32   | 失踪               | 3月3日         | 近藤正臣、武原英子、早川研吉、山本弘、仁内達之、吉川雅恵、賀川泰三、河東けい   |
| 33   | 陰の女             | 3月10日        | 松本克平、二本柳敏恵、嶋田景一郎、松岡与志雄、丘路千、大城泰、名護屋一、八尋洋 |
| 34   | 京屋敷丁半         | 3月17日        | 大丸二郎、渋沢詩子、高城淳一、井手良男、北見唯一、国田栄弥、三木豊、嶝忠洋     |
| 35   | 密会               | 3月24日        | 高野通子、住吉正博、水島真哉、田村保、浅野公恵、三杉健介、伊豆五郎、森秀人     |
| 36   | 京洛慕情           | 3月31日        | 伊藤栄子、岡崎友紀、夏目俊二、林浩久、田中弘史、浜伸二、川谷拓三、井上茂       |

## 再放送
- CS放送
  - 2002年4月 - 8月 （東映チャンネル）
  - 2003年10月 - 2004年2月 （東映チャンネル）
  - 2007年11月 - 12月 （時代劇専門チャンネル）
  - 2008年8月 - 9月 （時代劇専門チャンネル）
  - 2016年11月 - 2017年3月 （東映チャンネル）

## ネット配信
- 2022年10月3日から、YouTube「東映時代劇YouTube」の「据置枠」で第1・2話が常時無料配信されている。

## 映像ソフト化
全36話の内、2022年7月13日に発売されたVOL.1に第1話から第18話を、2022年8月3日に発売されたVOL.2に第19話から第36話を、と順次振り分けて収録したDVDとして、初めてソフト化された。